# Jan Chalecki
Jan Chalecki herbu Chalecki, ps. „Amintowski” (ur. 1807 w Amintach k. Trok lub w Rejżach, zm. w 1879 lub 1883) – polski generał w czasie powstania styczniowego, generał-major armii Imperium Rosyjskiego, najstarszy stopniem z dowódców polskich, służących w szeregach powstańczych.

## Życiorys
Należał do chrześcijańskiej linii tatarskiego rodu Chaleckich.
Służył jako oficer zawodowy w lejbgwardii rosyjskiej. Był dowódcą Kijowskiego Pułku Huzarów w stopniu generała majora. Walczył w wojnie krymskiej. Po wybuchu powstania 1863 w Polsce porzucił służbę w armii carskiej i wszedł do wojsk powstańczych na Wołyniu. W sierpniu 1863 w Galicji gen. Edmund Różycki powierzył mu dowództwo 2 Pułku Jazdy Ruskiej (pułk wołyński), stacjonującego w okolicach Tarnopola. Formował pułk. Wobec ogłoszenia przez Austriaków 29 lutego 1864 stanu oblężenia, jego jednostka uległa rozproszeniu i nie wzięła udziału w działaniach zbrojnych. Najstarszy rangą i doświadczeniem oficer armii regularnej żadnej roli w powstaniu nie odegrał.
Po rozpuszczeniu pułku i upadku powstania emigrował do Francji i działał w polskich organizacjach niepodległościowych kręgu Hotelu Lambert. Uczestnik walk Komuny Paryskiej 1871. Władysław Mickiewicz wspominał w swoich pamiętnikach, że w czasie Komuny Paryskiej gen. Chalecki wywiesił z balkonu swojego mieszkania flagę rosyjską, aby uniknąć agresji którejkolwiek ze stron.
Zmarli powstańcy 1863 roku zostali odznaczeni przez prezydenta RP Ignacego Mościckiego 21 stycznia 1933 roku Krzyżem Niepodległości z Mieczami.

## Literatura dodatkowa
- Andrzej Sujkowski: Chalecki Jan. W: Polski Słownik Biograficzny. T. 3: Brożek Jan – Chwalczewski Franciszek. Kraków: Polska Akademia Umiejętności – Skład Główny w Księgarniach Gebethnera i Wolffa, 1937, s. 249. Reprint: Zakład Narodowy im. Ossolińskich, Kraków 1989, ISBN 83-04-03291-0